# Калицино (Московская область)
Ка́лицино — деревня в Лотошинском районе Московской области России. Населённый пункт воинской доблести.
Относится к городскому поселению Лотошино, до реформы 2006 года относилась к Монасеинскому сельскому округу. Население — 127 чел. (2010).

## География
Расположена в северной части городского поселения, на правом берегу реки Руссы, примерно в 9 км к северо-западу от районного центра — посёлка городского типа Лотошино, на ответвлении автодороги Р90. Ближайшие населённые пункты — деревни Абушково и Татьянки. В деревне 3 улицы. Автобусное сообщение с райцентром.

## Исторические сведения
На карте Генерального межевания Старицкого уезда Тверской губернии XVIII века упоминается как деревня Калицино.
По сведениям 1859 года — село Татьянковской волости Старицкого уезда (Калицынский приход) в 49 верстах от уездного города, на возвышенности, при реке Русце, с 45 дворами, 2 прудами, 14 колодцами и 376 жителями (176 мужчин, 200 женщин).
В «Списке населённых мест» 1862 года Калицыно — казённое село 2-го стана Старицкого уезда по Волоколамскому и Гжатскому трактам, при реке Рузце, с 434 жителями (210 мужчин, 224 женщины), 46 дворами, православной церковью и ярмаркой.
В 1886 году — 64 двора и 425 жителей (189 мужчин, 236 женщин).
В 1915 году насчитывалось 63 двора, а деревня относилась к Федосовской волости.
С 1929 года — населённый пункт в составе Лотошинского района Московской области. До 1959 года и в 1960—1975 годах — центр Калицинского сельсовета.
1 мая 2020 года деревне присвоено почётное звание Московской области «Населённый пункт воинской доблести».

## Население
| 1859 | 1886 | 2002 | 2006 | 2010 |
| ---- | ---- | ---- | ---- | ---- |
| 434  | ↘425 | ↘126 | ↘113 | ↗127 |

## Достопримечательности

Братская могила советских воинов. Калицино

- Братская могила советских воинов, погибших в годы Великой Отечественной войны 1941—1945 гг., расположенная в 2 км к северо-западу от деревни. Памятник истории[16].
- Лавка купца Щукина. Памятник архитектуры начала XX века[17].
- Церковь Святой Троицы. Памятник архитектуры XIX века[18].